# Charles Joseph Flipart

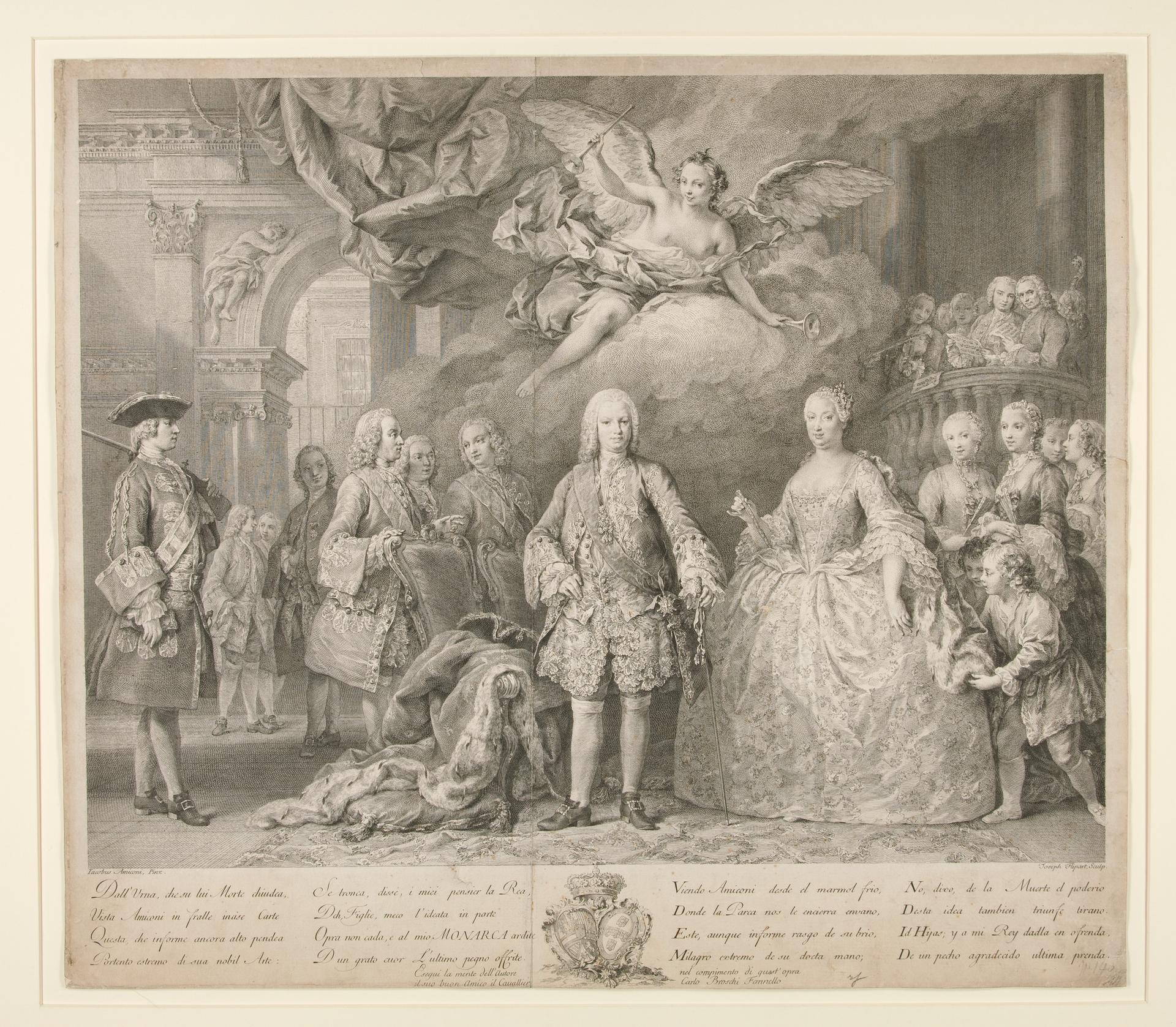
Fernando VI y Bárbara de Braganza con su corte, aguafuerte y buril por pintura de Jacopo Amigoni, Yale University Art Gallery.

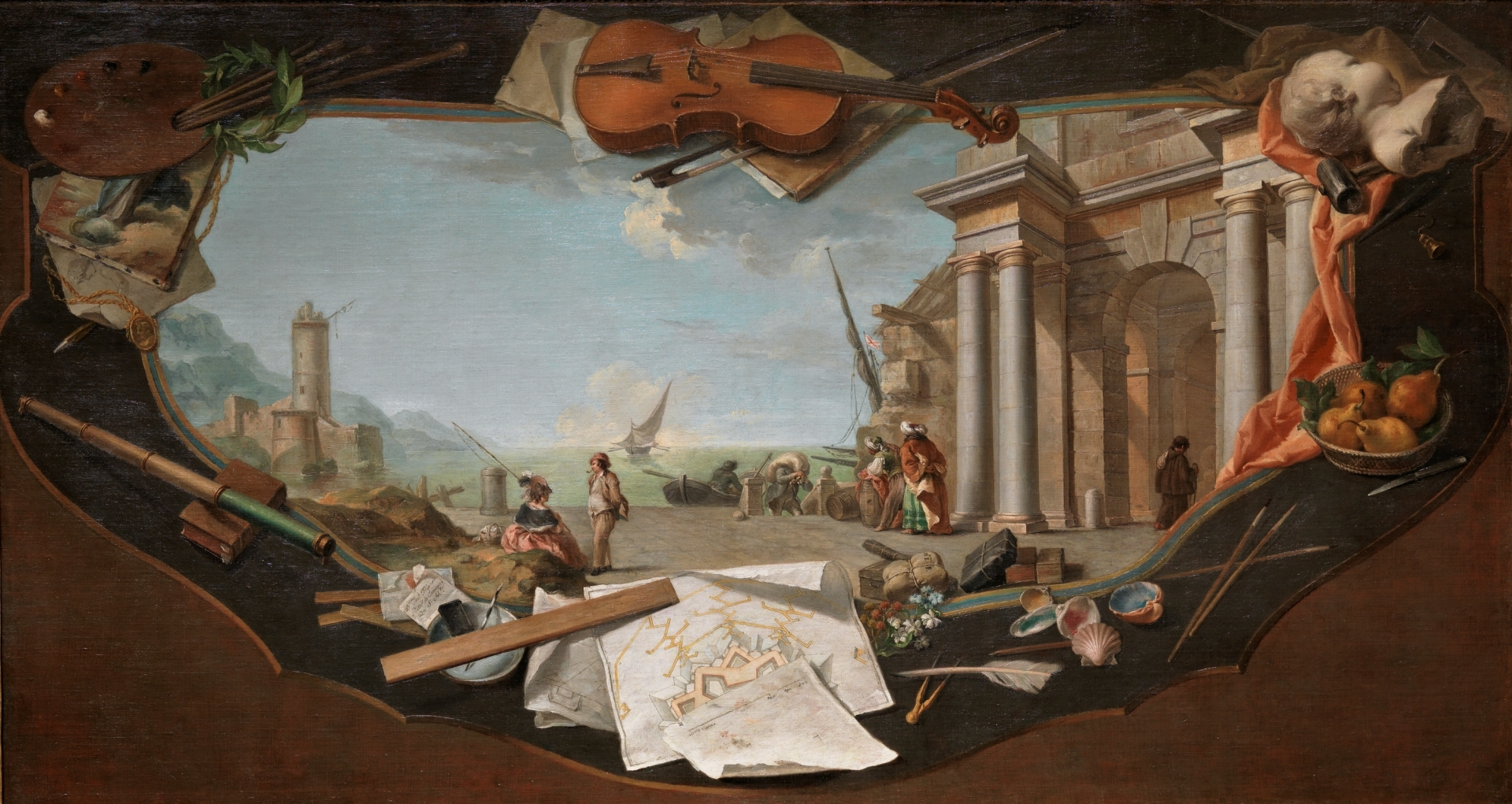
Paisaje con perspectiva arquitectónica rodeado por elementos simbólicos de las artes en trampantojo, óleo sobre lienzo, 91 x 171 cm. Madrid, Museo del Prado. Cartón para un tablero de marquetería del Real Laboratorio de Piedras Duras del Buen Retiro.

Charles Joseph Flipart (París, 1721-Madrid, 1797) fue un pintor y grabador francés.
Hijo de Jean Charles Flipart y hermano mayor de Jean Jacques Flipart, también grabadores, es probable que iniciase su formación en el taller paterno, pero muy joven se trasladó a Venecia animado quizá por Jacopo Amiconi, de quien se convertirá en discípulo y seguidor. En Venecia trabajó en el taller del célebre grabador Joseph Wagner, con el que Amigoni tenía formada sociedad. Combinando aguafuerte y buril, técnica introducida en Venecia por Wagner, Flipart abrió —bajo la dirección de su maestro— una serie de grabados de reproducción de cuadros de Pietro Longhi con los que obtuvo notable éxito, contribuyendo con ellos a difundir por Europa las escenas galantes del veneciano.
Cuando en 1747 Giacomo Amigoni fue llamado a España por mediación de su amigo el célebre cantante Carlo Broschi, Farinelli, Flipart viajó con él como su ayudante. Poco tiempo después de su llegada hubo de hacerse cargo de la decoración del Palacio de Aranjuez, que en fechas recientes había sufrido un incendio. Su trabajo estuvo centrado en el llamado Salón de conversación, actual comedor, en el que la intervención de Amigoni abarcó el conjunto de la sala, desde los estucos y frescos de la bóveda hasta el diseño del suelo y las pinturas que colgaban de sus paredes, de las que correspondieron a Flipart —llamado en 1750 por Amigoni para que lo ayudase en la pintura del techo— las alegorías de la Fortaleza y la Concordia, pintadas para sobrepuertas. Considerado el introductor del gusto rococó en España, además de su trabajo en Aranjuez en los frescos del palacio, Amigoni proporcionó bocetos y decorados para las representaciones teatrales del coliseo del Buen Retiro, tareas para las que hubo de contar con la ayuda de Flipart, y, como pintor de cámara, retrató a los miembros de la familia real conforme a la nueva estética, menos solemne y más preciosista e íntima. Uno de esos retratos, en el que estaban representados Fernando VI y su esposa, la reina Bárbara de Braganza, con su corte, actualmente perdido (podrido y arruinado ya en 1768), se conoce únicamente por el grabado de reproducción abierto a partir de él por Flipart, particularmente elogiado por Ceán Bermúdez, que tenía al francés por mejor grabador que pintor y escribió de él que

sus cuadros [...] manifiestan su mérito, pero se distinguió mucho más en el manejo del buril mixturado con agua fuerte, que ejerció con suma gracia y delicadeza. Son muy apreciables los retratos del expresado monarca y su esposa doña Bárbara, de cuerpo entero, en una estampa apaisada sobre este género».

De semejante opinión era Carlo Broschi, que citaba a Flipart como «Mr. Philipar, discípulo querido del señor Amiconi, tanto por su honra como por ser el mejor de su escuela en pintar y particularmente en el buril». El cuadro, en el que con los reyes y su corte coronados por la Fama asisten desde el balcón el propio Farinelli y Domenico Scarlatti, pintado por Amigoni poco antes de morir (1752), parece haber sido grabado en 1757 y quizá por encargo de Farinelli, de quien es la dedicatoria en verso al amigo muerto —que no todos los ejemplares llevan—.
La muerte impidió a Amigoni completar la decoración interior del Monasterio de la Visitación de Nuestra Señora, conocido como Salesas Reales, empeño personal de Bárbara de Braganza, pero proporcionó los modelos para los retablos y, posiblemente, el boceto para uno de los grandes cuadros de la nave, el que representa la Rendición de Sevilla a san Fernando, pintado por Flipart.

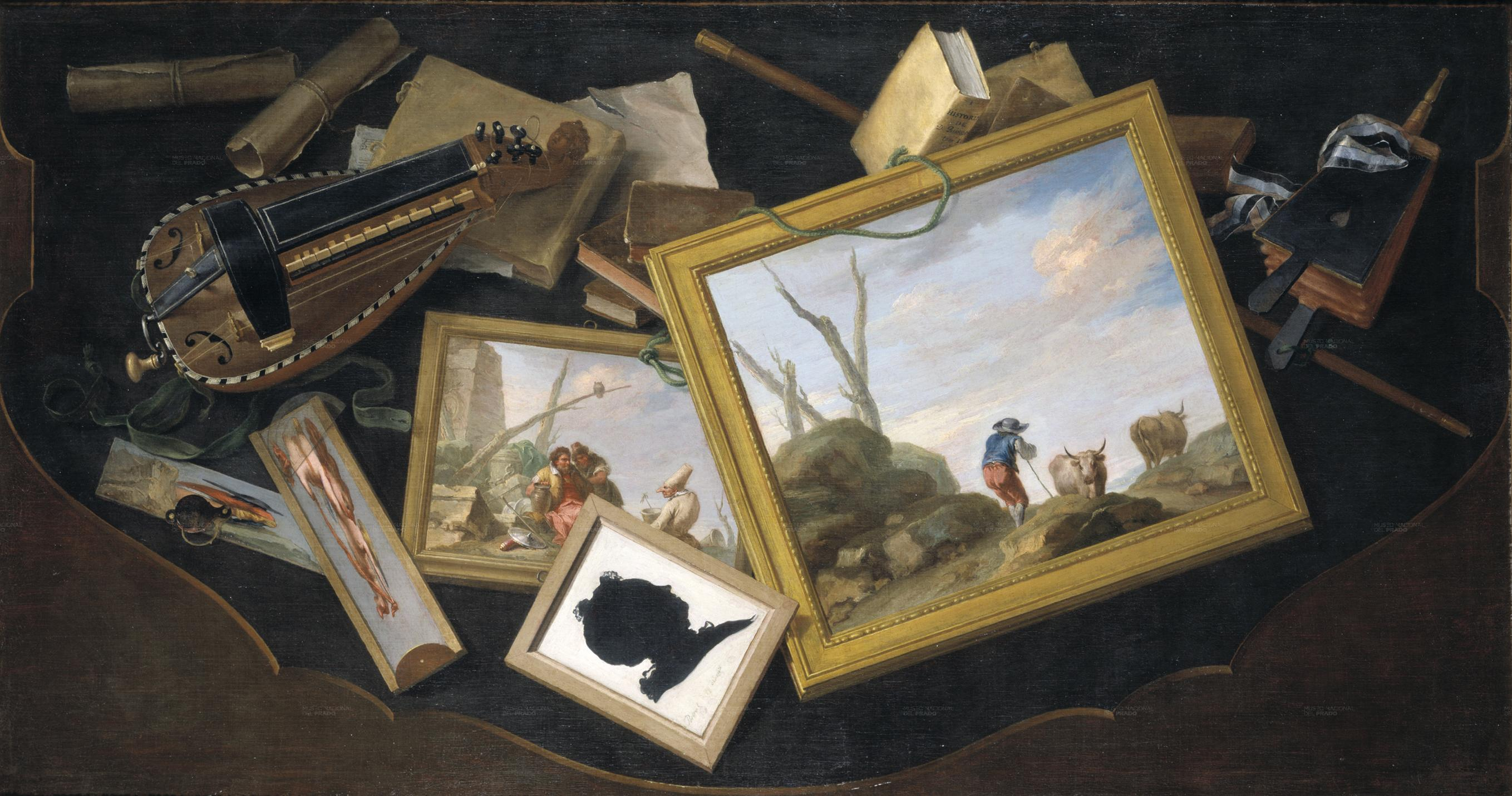
Mesa revuelta con pinturas, zanfonía, libros y otros objetos en trampantojo, óleo sobre lienzo, 91 x 171 cm. Madrid, Museo del Prado. Cartón para un tablero de marquetería del Real Laboratorio de Piedras Duras del Buen Retiro.

En 1753, poco después de muerto Amigoni, fue nombrado pintor y grabador de cámara y, hasta la llegada de Corrado Giaquinto a Madrid (1754), se encargó de la dirección de la Real Fábrica de Tapices de Santa Bárbara. Para el Real Laboratorio de Piedras Duras del Buen Retiro proporcionó lo cartones para los tableros musivarios de nueve mesas o consolas con pies de bronce para adosar a la pared realizadas entre 1779 y 1786. En la elaboración de algunos de los tableros, decorados al modo de mesas revueltas con cuadritos y otros objetos en trampantojo, el Real Laboratorio llegó a emplear trece meses de trabajo. Es posible que se deba a ello, y a algún comentario de los directores de la fábrica acerca de la dificultad de la tarea, el que las que se supone son las cuatro últimas presenten una decoración simplificada, reducida a una escena central rodeada por una cinta o cenefa. Una de esas mesas se encuentra en el Palacio Nacional da Ajuda de Lisboa y las restantes ocho en el Museo del Prado, que en 2002 adquirió de colección particular suiza también los cartones de Flipart para cuatro de esas consolas, a los que en 2007 se agregó El juego de balón, que, a diferencia de los anteriores, es tan solo un fragmento del cartón original reducido a la parte central.
Poco más se conoce de su pintura. Ya Ceán anotaba que por encargo de Fernando VI, que deseaba regalárselos a las monjas cuando visitase la sepultura de santa Teresa de Jesús, había pintado San Pedro y San Francisco de Paula para el convento de carmelitas descalzas de Alba de Tormes. Era suyo también el gran cuadro de altar del Hospital de los Italianos de Madrid con la Inmaculada Concepción adorada por san Pedro y san Pablo, obra de colorido cálido ahora en la Nunciatura Apostólica; y en el Museo del Prado se le atribuye Fiesta en un jardín, cuadro de gabinete a la manera galante de Longhi.